# Sciara esuriens
Sciara esuriens är en tvåvingeart som först beskrevs av Johannes Winnertz 1867.  Sciara esuriens ingår i släktet Sciara och familjen sorgmyggor.
Artens utbredningsområde är Tyskland. Inga underarter finns listade i Catalogue of Life.